# Echinopyrrhosia melanica
Echinopyrrhosia melanica är en tvåvingeart som beskrevs av Townsend 1914. Echinopyrrhosia melanica ingår i släktet Echinopyrrhosia och familjen parasitflugor.
Artens utbredningsområde är Peru. Inga underarter finns listade i Catalogue of Life.